# Наказ: перейти кордон
«Наказ: перейти кордон» (рос. «Приказ: перейти границу») — російський радянський воєнний фільм Юрія Іванчука, другий фільм дилогії — попередній Наказ: вогонь не відкривати. Присвячений рокам радянсько-японської війни. Прем'єра відбулась у травні 1983 року.

## Сюжет фільму
Події фільму розгортаються у серпні 1945 року. Після 4 років позиційної служби батальйон капітана Тихонова все ж таки отримує команду перетнути кордон з Маньчжурією. Однак військові сили, які щойно прибули із заходу після закінчення там війни проти німців, виступають передовими, а команді Тихонова було наказано слідувати позаду. Однак ця, на перший погляд не важка задача, не проходить так легко. В дорозі з ними трапляються різні пригоди, вони також беруть полонених, один з яких попереджає про засідку. Капітан намагається повідомити та переконати керівництво, однак у нього це не виходить. Тоді він та його команда власноруч намагаються викрити противника у засідці.

## В ролях
| Актор               | Роль                          |
| ------------------- | ----------------------------- |
| Владлен Бірюков     | капітан Тихонов               |
| Наталя Єгорова      | медсестра Катерина            |
| Ернст Романов       | політрук Буткін               |
| Олександр Потапов   | сержант Шльонкін              |
| Олександр Силін     | червоноармієць Єфим           |
| Віктор Незнанов     | старший лейтенант Ведьорніков |
| Валерій Рижаков     | Іван Федотич                  |
| В'ячеслав Баранов   | рядовий Євдокімов             |
| Талгат Нігматулін   | японський смертник            |
| Володимир Уан-Зо-Лі | пастух                        |

## Знімальна група
- Режисер: Юрій Іванчук
- Сценаристи: Георгій Марков, Едуард Шим
- Оператор: Валерій Гінзбург
- Композитор: Марк Мінков